# 法昆多·梅迪納
法昆多·阿克塞尔·梅迪纳（西班牙語：Facundo Axel Medina；1999年5月28日—），是一名阿根廷的職業足球運動員，司職左後衛，現效力法國足球甲級聯賽球會马赛（朗斯外借）。

## 榮譽
阿根廷U23
- 泛美運動會足球比賽: 2019
- 南美奧運足球選賽: 2020

## 外部連結
- Soccerway資料庫：法昆多·梅迪納